# جون مارشال (منافس ألعاب قوى)
جون مارشال (بالإنجليزية: John Marshall)‏ هو منافس ألعاب قوى أمريكي، ولد في 5 نوفمبر 1963 في بلينفيلد في الولايات المتحدة.

## وصلات خارجية
- جون مارشال على موقع أوليمبيديا (الإنجليزية)